# Kirshu
Kirshu (Turks:Meydancık Kalesi) (Akkadisch: URUKi-ir-ši) was een stad in Cilicia Tracheia, gelegen op 10 km van het huidige Gülnar in het zuiden van Anatolië. Het was bewoond van de 7e eeuw v.Chr. tot in de Hellenistische tijd en opnieuw onder de Byzantijnen. Er zijn opgravingen geweest in 1972 door een Franse ploeg onder leiding van E. Laroche. De gevonden voorwerpen bevinden zich in het Silifke museum.
De stad wordt genoemd in de kroniek van de Babylonische koning Neriglissar als de oude hoofdstad van Appuashu van Pirindu, een van de Neo-Hettitische koninkrijkjes.